# OTAKUニッポン
OTAKUニッポン（オタクニッポン）は読売新聞夕刊で2004年1月から2006年3月まで毎月最終金曜日に掲載されていた文化記事「POPカルチャー」の主要シリーズ記事のひとつ。

## 概要
- 読売新聞文化部記者（当時）の石田汗太〈(汗)記者〉と福田淳〈(福)記者〉の二人が中心になって編集するオタク系記事を中心とした記事シリーズで、内容はそれなりに濃い。しかし、あまりそういったことに詳しくなくても内容は伝わるようになっている。オタクの視点から、しかも全国紙でこのコーナーを始めたことにより一部で話題になった。
- 記事の本題以外に、「直言兄弟」というオタク時事を取り上げるコーナーと、歌人の黒瀬珂瀾による「カラン卿の短歌魔宮」という読者投稿型のオタク要素のある短歌紹介コーナー、さらにアニメDVDランキングコーナーもあった。

## 記事
ここでは掲載された記事を紹介する。
凡例
- 本・・・「OTAKUニッポン」の本題コーナーの記事内容
- 直・・・「直言兄弟」の記事内容
- ※（ ）内はその記事で紹介された物の名前、｛ ｝内はゲストの人物の名前

### 内容
- 2004年8月27日 本：「同人誌即売会」に51万人（コミックマーケット）｛みなもと太郎（漫画家）｝・・・直：コミケに体力とカネを惜しむな！（コミックマーケットの傾向）
- 2004年9月??日 本：「妹」ブーム “お兄ちゃん”のトキメキ（?）｛?｝・・・直：妹としては…「気持ち悪い」（?）
- 2004年10月29日 本：「自分」包み隠す究極の変身（着ぐるみコスプレ）｛加藤夏希（タレント）｝・・・直：アニメ、原作「まんま感」に安住するな！（秋の特選新番組紹介）
- 2004年11月26日 本：オチはなくても「癒やし」があれば（萌え四コマ「トリコロ、ぽてまよ、GA」）・・・直：OVAは放送意識せず挑戦じゃ（最近のOVA事情）
- 2004年12月24日 本：好奇心満たしてくれる街（秋葉原）｛森川嘉一郎（建築学者）｝・・・直：誤解を解く努力も必要（ヴェネツィア・ビエンナーレ国際建築展とおたく差別）
- 2005年1月??日 本：声優ゼミ 「キャラに魂を」数万人の夢（?）｛?｝・・・直：原作ものには「旬」がある！（?）
- 2005年2月25日 本：ひきこもりの「希望の星」（NHKにようこそ!）｛斉藤環（精神科医）｝・・・直：「萌えガイド」持って街に出よう（萌え観光案内「もえるるぶ、Maid Cafe Style」）
- 2005年3月25日 本：進化した「ひとり遊び」（カミロボ）｛青木克憲（アートディレクター）｝・・・直：「変身！」と言わせてあげて（特撮）
- 2005年4月22日 本：「萌え」こそ真の純愛（電波男）｛小谷野敦（比較文学者）、小倉千加子（心理学者）、斉藤美奈子（文芸評論家）｝・・・直：「基本」「王道」への回帰は歓迎（春の特選新番組）
- 2005年5月27日 本：掲載休止・・・直：情熱は短歌や鉄板にぶつけよ！（カラン卿の短歌魔宮、監禁事件）
- 2005年6月24日 本：どんなモノにもかわいさ発見（擬人化キャラクター「びんちょうタン、あふがにすタン、鉄道擬人化ONLY同人誌即売会・鉄娘ファン」）｛やなせたかし（漫画家）｝・・・直：性教育漫画は際物でない！（性教育漫画は正当「ないつぼ」）
- 2005年7月29日 本：未来の戦史現代につなげる（ジェネレーション・ガンダム）｛福井晴敏（作家）｝・・・直：中年おたくの青春昭和にあり！（夏の特選新番組）
- 2005年8月26日 本：同人誌「直言兄弟」完売！（記者のコミックマーケット売り手体験記）｛東浩紀（哲学者）｝・・・直：コミケ見るより参加せよ（コミックマーケットの過去・現在・未来）
- 2005年9月30日 本：昭和の特撮？いえCGです（惑星大怪獣ネガドン）｛いとうせいこう（東京国際ファンタスティック映画祭2005チーフプロデューサー）｝・・・直：悪相だけ日韓共通・・・・・・・・・悲しい（アジア現代史に問題提起するマンガ）
- 2005年10月28日 本：この恐怖今夜もウフフ（ひぐらしのなく頃に）｛渡辺浩弐（作家・ゲーム評論家）｝・・・直：完璧な映像化想像力奪ってしまう？（秋の特選新番組）
- 2005年11月25日 本：萌え銘柄株侮れぬリスキーだけど・・・・・・・・・（萌え関連株急騰と日本経済を萌えが救う？）｛森永卓郎（経済アナリスト）｝・・・直：おたく関連本ラッシュバブル呼ぶ？（おたく市場）
- 2005年12月**日 全て掲載休止
- 2006年1月27日 本：美少女+ミリタリー＝究極？（萌える自衛隊）｛ササキバラ・ゴウ（ライター）｝・・・直：宮崎事件から17年「おたく」再考（東京・埼玉連続幼女誘拐殺人事件と現代のおたく）
- 2006年2月24日 本：プリキュア伝説第2章へ変身もの超えた大人も泣いた（ふたりはプリキュア）｛五條真由美（歌手）｝・・・直：『練馬大根』尋常じゃない（冬の特選新番組「練馬大根ブラザーズ 他」）
- 2006年3月31日 本：さよなら座談会「萌えるニッポン」の明日（最近のおたくを巡る社会現象）｛本田透（作家）、堀田純司（ノンフィクションライター）、岡田有花（ニュースサイト記者）｝・・・直：知り合えたのが財産（最終回締めくくり）

## 備考
- 読売新聞でオタクネタがあるもの、深夜アニメ紹介となると必ずと言っていいほど石田、又は福田が書いている。
- 「カラン卿の短歌魔宮」を執筆した黒瀬珂瀾は、連載16年後の2020年から読売歌壇の選者に就任した。
- 福田は連載終了後、読売新聞夕刊で毎週水曜日掲載「Pop Style」欄の編集や読売新聞社として「初」の公認ブログ「福田記者のヲタスタイル」を担当したが、2007年12月に人事異動で福島支局へ赴任した[3]。2021年、くも膜下出血で死去（享年49）[1][2][4]。
- 石田は2024年11月-12月の読売新聞夕刊「取材帳　同人誌を作ろう」の連載において、同人誌にまつわる記事を複数回担当した[5][6]。連載最終回の2024年12月24日の記事において、2005年に作成した同人誌「直言兄弟」および当時の「POPカルチャー」紙面について回顧し、福田への追悼の意を記した[1][2]。